# Marie Jacques Philippe Mouton-Fontenille de La Clotte
Marie Jacques Philippe Mouton-Fontenille de La Clotte est un naturaliste et botaniste français, né le 8 septembre 1769 à Montpellier et mort le 22 août 1837 à Lyon.

## Biographie
Il étudie à Montpellier auprès d’Antoine Gouan. Il devient professeur d’histoire naturelle à l’Académie de Lyon puis conservateur du muséum de la ville jusqu’à sa mort. Il fait paraître une adaptation des Classes plantarum de Carl von Linné en 1798 suivie en 1805 de la première traduction en français du Système des plantes du même Linné.
Membre de l'Académie de Lyon (de 1800 à 1837), il dirige le Muséum d'Histoire naturelle de Lyon de 1816 à 1830.
Le capitaine Gaspard Louis André Michaud lui dédia un mollusque, Helix fontenillii.
À partir de 1800, il fait partie de l'Athénée de l'académie de Lyon.

## Publications
(Liste partielle)
- Tableau des systèmes de botanique, généraux et particuliers... Suivi de deux mémoires dont le premier a pour objet une suite d'observations... sur la dessiccation des plantes... le second renferme des observations sur les différentes espèces de végétaux propres aux montagnes calcaires des environs de Grenoble, par le citoyen Mouton-Fontenille (Lyon, 1798).
- Observations et expériences sur l'art d'empailler et de conserver les oiseaux... par les citoyens Hénon et Mouton-Fontenille,... (Bruyset aîné, Lyon, 1801 ; réédité en 1802).
- Dictionnaire des Termes techniques de Botanique, a l'Usage des Élèves et des Amateurs (Bruyset aîné, Lyon, 1803)[4].
- Système des plantes... extrait et traduit des ouvrages de Linné (Bruyset aîné et Buynand, Lyon, 1804-1805).
- Observations sur la marmotte (Brunot-Labbe, Paris, 1808).
- Coup-d'œil sur la botanique, discours prononcé le mercredi 9 mai 1810, jour de l'ouverture du cours d'histoire naturelle à l'Académie de Lyon (Yvernault et Cabin, Lyon, 1810).
- L'Art d'empailler les oiseaux... faisant suite au Traité élémentaire d'ornithologie (Yvernault et Cabin, Lyon, 1811).
- Traité élémentaire d'ornithologie... Suivi de l'art d'empailler les oiseaux... (Yvernault et Cabin, Lyon, 1811).
- La France en convulsion pendant la seconde usurpation de Buonaparte (Lyon, 1815).
- La France en délire, pendant les deux usurpations de Buonaparte (Paris, 1815).